# ینگی بازار (شهرستان نوکت)
ینگی بازار (به قرقیزی:Жаңы-Базар، جاڭى بازار) یک منطقهٔ مسکونی در قرقیزستان است که در استان اوش واقع شده‌است.

## خصوصیات
ینگی بازار ۱٬۷۵۱ نفر جمعیت دارد و ۱٬۳۸۵ متر بالاتر از سطح دریا واقع شده‌است.